# Bassa del Macip
La Bassa del Macip és una bassa artificial excavada, amb talussos perimetrals força elevats i delimitada per una mota de terres al sector sud. La bassa i la vegetació del seu entorn ocupen aproximadament una superfície de 4 hectàrees. El topònim "Font del Macip" dels topogràfics de l'ICC semblen indicar la presència anterior d'una font en aquesta zona.
Els marges de la bassa ofereixen un aspecte força naturalitzat. En els sectors de menor pendent hi ha vegetació helofítica, formada per canyissar amb boga (Typha angustifolia). En alguns punts hi ha claps de bosc de ribera (amb alguns pollancres, tamarius i salze blanc). Sembla haver-se realitzat un recreixement de la bassa, augmentant la superfície cap al nord. L'anterior bosc de ribera existent al sector nord, format sobretot per salze (Salix alba), saulic (Salix purpurea), tamariu (Tamarix canariensis), pollancre (Populus nigra) i arç blanc (Crataegus monogyna), ha desaparegut i s'observen arbres morts vora tot el perímetre de la bassa, dins l'aigua. Pel que fa a la fauna, s'hi localitzen diverses espècies d'ocells característics de zones humides, com fotges (Fulica atra), cabusset (Tachybaptus ruficollis) o corriol (cf Charadrius dubius). En no haver-hi peixos, la bassa és d'interès per als amfibis. S'hi ha observat tortuga de rierol (Mauremys leprosa).
En conjunt la bassa és interessant per la diversitat que aporta en un paratge dominat per carrascars i matollars gipsícoles i per ser un punt d'elevat interès per a la fauna. L'aigua de la bassa sembla tenir actualment un ús agrari i hidroelèctric. Els factors que amenacen l'espai són els derivats dels recreixements i moviments de terres que es realitzen vora la bassa, les fluctuacions de nivell de les aigües produïdes a conseqüència del seu ús i possibles episodis de contaminació i eutrofització, per l'ús de fitosanitaris o adobs als conreus de l'entorn.